# Coleophora sisteronica
Coleophora sisteronica é uma espécie de mariposa do gênero Coleophora pertencente à família Coleophoridae.